# Morning-Glory-Syndrom

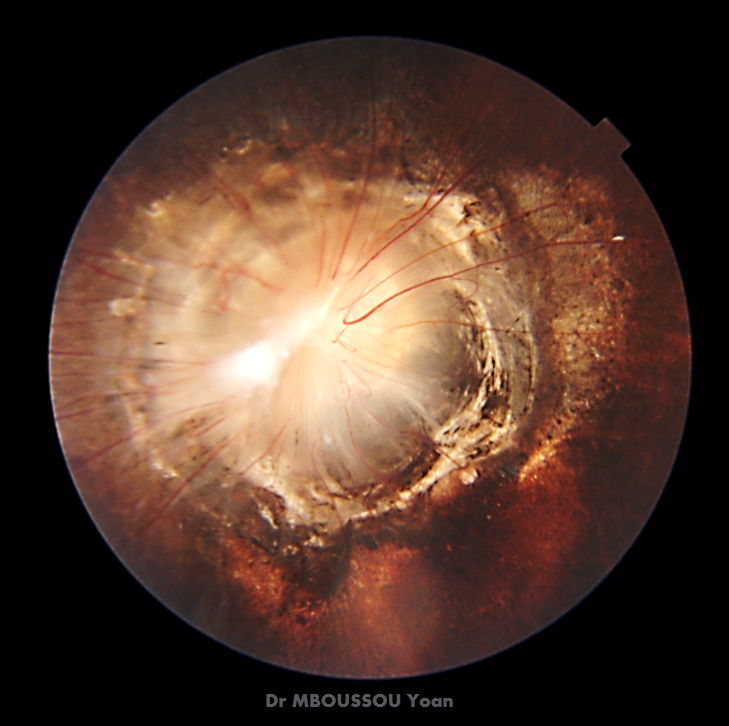
Morning glory disc retinography

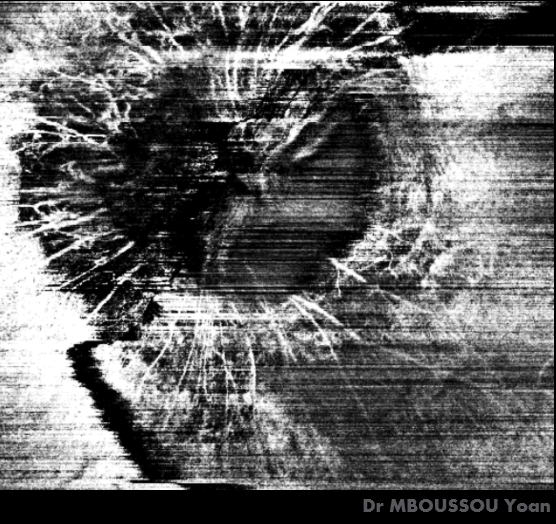
Morning glory syndrom OCTA

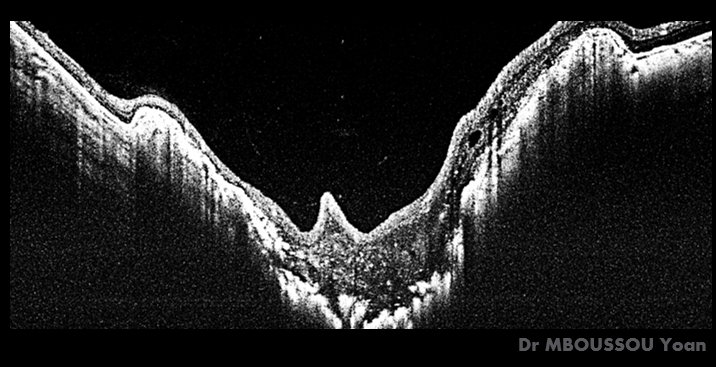
Morning glory syndrom OCT

Das Morning-Glory-Syndrom (englisch:  morning glory disc anomaly, abgekürzt MGDA, oder morning glory syndrome) bezeichnet eine einseitige angeborene Anomalie des Sehnerveneintritts in den Augapfel. Dabei ist die stark vergrößerte und trichterförmig exkavierte rötliche Sehnervenpapille in der Mitte weißlich verfärbt und von einem breiten grauen chorioretinalen (Ader- und Netzhaut) Pigmentsaum umgeben. Dieser Pigmentsaum erinnert an die Blüte der Himmelblauen Prunkwinde (Ipomoea tricolor), die auf Englisch Morning Glory heißt. Deswegen spricht man auch von der Morning-Glory-Papille oder von einer Morning-Glory-Anomalie.

## Geschichte
Dieses Syndrom wurde zuerst 1908 von dem Bonner Augenarzt Wilhelm Reis (* 18. April 1872, † 2. Januar 1935) beschrieben. Der heutige Fachbegriff wurde 1969 oder 1970 von Peter Kindler geprägt.

## Synonym
Eine andere ophthalmologische Bezeichnung lautet ektatisches Kolobom. Ein okulares Kolobom ist eine Spaltbildung im Bereich des Auges, welche die Iris (Regenbogenhaut), Linse, Netzhaut, Aderhaut (Choroidea), Sehnervenpapille und/oder das Augenlid betreffen kann.

## Symptome und Komplikationen
Die Beschwerden des Morning-Glory-Syndroms hängen von Ausprägung und Größe der Anomalie ab. Erste Symptome sind Schielen des betroffenen Auges begleitet von einem erheblichen Visusverlust. Zusätzlich kann es zu einem Nystagmus, zu einer Katarakt, zu einer Mikrophthalmie, zu einem Glaukom, zu einer Aniridie, zu einem Lidhämangiom, zu einer präretinalen Gliose, zu einer peripheren Nichtperfusion der Netzhaut und zu vielen weiteren Begleiterkrankungen des betroffenen Auges kommen. Des Weiteren sind Gesichtsdysmorphien, intrakranielle Anomalien, Nierenanomalien, neurovaskuläre und kardiale Defekte in Zusammenhang mit diesem Syndrom beschrieben worden. Bilaterale Fälle sind selten und können auf eine schwere systemische Beteiligung hinweisen.

## Diagnostik
Bei der Ophthalmoskopie ist im extremen Fall am Ort des Sehnerveneintritts eine große weiße steilrandige Vertiefung erkennbar. Sind diese Veränderungen nur gering, so handelt es sich um die sogenannten Coni in heterotypischer Richtung. Die Netzhautgefäße sind beim Morning-Glory-Syndrom vermehrt geschlängelt. Die Sehschärfe ist meistens mittelgradig herabgesetzt.

## Hinweise
Das Morning-Glory-Syndrom darf nicht mit dem ebenfalls ophthalmologischen Morning-glory-Zeichen verwechselt werden. Dabei handelt es sich um eine radiologische Auffälligkeit im Mittelhirn, die vor allem bei der progressiven supranukleären Blickparese vorkommt.
Unklar bleibt, ob das Morning-Glory-Syndrom mit dem Sehnervenkolobom identisch ist.
Die himmelblau blühende Ipomoea tricolor (öffnet sich morgens, daher der Name Morning Glory) darf nicht mit Ipomoea violacea (englischsprachige Trivialnamen „Beach Moonflower“ oder „Sea Moonflower“, da sich die Blüten in der Nacht öffnen) verwechselt werden. Denn Ipomoea tricolor wird gelegentlich unter diesen Trivialnamen kultiviert.